# Araniella maderiana
Araniella maderiana là một loài nhện trong họ Araneidae. Loài nhện này có ở quần đảo Canaria và Madeira. Loài này được miêu tả khoa học năm 1905